# Рамсі (Іллінойс)
Рамсі (англ. Ramsey) — селище (англ. village) в США, в окрузі Фаєтт штату Іллінойс. Населення — 911 особа (2020).

## Географія
Рамсі розташоване за координатами 39°8′39″ пн. ш. 89°6′38″ зх. д. / 39.14417° пн. ш. 89.11056° зх. д. (39.144244, -89.110493).  За даними Бюро перепису населення США в 2010 році селище мало площу 2,62 км², уся площа — суходіл.

## Демографія
Згідно з переписом 2010 року, у селищі мешкало 1037 осіб у 412 домогосподарствах у складі 262 родин. Густота населення становила 396 осіб/км².  Було 458 помешкань (175/км²).
Расовий склад населення:
| - 98,0 % — білих - 0,3 % — азіатів - 0,1 % — корінних американців - 0,1 % — чорних або афроамериканців |

До двох чи більше рас належало 1,5 %. Частка іспаномовних становила 1,0 % від усіх жителів.
За віковим діапазоном населення розподілялося таким чином: 29,1 % — особи молодші 18 років, 56,1 % — особи у віці 18—64 років, 14,8 % — особи у віці 65 років та старші. Медіана віку мешканця становила 34,2 року. На 100 осіб жіночої статі у селищі припадало 84,2 чоловіків;  на 100 жінок у віці від 18 років та старших — 81,0 чоловіків також старших 18 років.
Середній дохід на одне домашнє господарство  становив 44 923 долари США (медіана — 39 438), а середній дохід на одну сім'ю — 51 248 доларів (медіана — 41 964). Медіана доходів становила 40 000 доларів для чоловіків та 23 000 доларів для жінок. За межею бідності перебувало 24,9 % осіб, у тому числі 28,7 % дітей у віці до 18 років та 33,6 % осіб у віці 65 років та старших.
Цивільне працевлаштоване населення становило 481 осіб. Основні галузі зайнятості: освіта, охорона здоров'я та соціальна допомога — 23,1 %, публічна адміністрація — 19,8 %, виробництво — 16,4 %.